# Bartom II d'Ibèria
Bartom II (mort el 72) fou un rei d'Ibèria que hauria regnat a Mtskheta vers els anys 55 a 72, segons les cròniques georgianes.
Bartom II seria el fill del rei Pharsman I (identificat per Toumanoff amb Adreki) i de la seva esposa, una filla del rei d'Armènia. Segons l'historiador príncep Vakhutx Bagration, el seu pare hauria dividit el regne a la seva mort:
- El fill gran, Bartom, hauria rebut la part nord amb seu a Mtskheta;
- El fill segon, Qartam, la part sud amb seu a Armazi.

Aquesta divisó hauria durat de vers el 63 al 122.
Vakhousti relata que quan l'emperador Vespasià va destruir el temple de Jerusalem i els jueus van haver de fugir (any 70) alguns es van refugiar als regnes de Bartom i de Qartam, que els van permetre instal·lar-se a la plana de l'Aragvi. La mort dels dos germans que situa a la mateix data, és sospitosa. A Barton II l'hauria succeït el seu fill Kaos.